# Østjylland - Danmark
Østjylland - Danmark er en film med ukendt instruktør.

## Handling
Sejltur til Kalø og ankomst. Bro over sluse, vandet fosser. Sæbygaard i Volstrup Sogn - der pumpes vand op af voldgraven, hestene vandes. Sejltur i robåd gennem Sæby Skov. Vandmølle. Sæbygaards svin. En træstamme slæbes af to heste. Tre ældre kvinder foran gammelt hus med blomstrende hyld.